# Battles
Battles là một ban nhạc experimental rock người Mỹ, thành lập 2002 tại thành phố New York bởi Ian Williams (cựu thành viên Don Caballero và Storm & Stress). Các thành viên hiện tại gồm Williams (guitar/keyboard),Dave Konopka (guitar/bass, cựu thành viên Lynx), và John Stanier (trống, cựu thành viên Helmet).

## Sự nghiệp

### Mirrored
Sau một loạt các EP, Battles phát hành album tổng hợp đầu tiên qua Warp Records vào tháng 6 năm 2006, tên EP C / B EP. Đây là tập hợp của hai EP phát hành trước đó, EP C và B EP với đĩa đơn "Tras".
Album phòng thu đầu tay của họ, Mirrored, thu âm bởi Keith Souza tại Machines with Magnets, được phát hành ngày 14 tháng 5 năm 2007. Album nhận được nhiều phản hồi tích cực và xuất hiện trong nhiều danh sách album hay nhất năm 2007.
Đĩa đơn đầu tiên từ album, "Atlas", phát hành ngày 21 tháng 2 năm 2007, một video đi kèm ra mắt ngày 28 tháng 7 năm 2007.
Nó được chọn làm "Best Single of the Week" bởi tạp chí NME, với một bài đánh giá nhiệt tình từ Clash Magazine (Anh Quốc), cũng như đạt vị trí số một tại Festive Fifty của Dandelion Radio. Ban nhạc biểu diễn bài hát này trên Later With Jools Holland vào tháng 11 năm 2007.

### Gloss Drop
Album thứ hai của Battles, Gloss Drop, được chính thức phát hành ngày 6 tháng 5 năm 2011 với sự góp mặt của Gary Numan (cựu thành viên "Tubeway Army"), Kazu Makino, và Yamantaka Eye, ban nhạc cũng thực hiện một tour mùa xuân nhằm quảng bá cho album này.
Từ tháng 2 đến tháng 4 năm 2012, một loạt bốn EP được phát hành, tên Dross Glop (viết lái của Gloss Drop) 1 tới 4, gồm các bản tái phối khí (remix) của tất cả bài hát trên Gloss Drop bởi nhiều nghệ sĩ, gồm Gui Boratto, Kode9 và Hudson Mohawke.

### La Di Da Di
Năm 2014, Battles công bố qua facebook là họ đang thu âm album mới. 15 tháng 7 năm 2015, ban nhạc xác nhận rằng album mới có tên La Di Da Di và được phát hành ngày 18, 2015.
Ngày 4 tháng 8, ban nhạc phát hành một live session qua Warp Records với bốn track mới, "Summer Simmer," "Tyne Wear," "Dot Com," và "The Yabba" (một video cho bài hát này được phát hành ngày 9 tháng 9) Họ phát hành một track khác là "FF Bada" qua soundcloud ngày 2 tháng 9 năm 2015.

## Thành viên

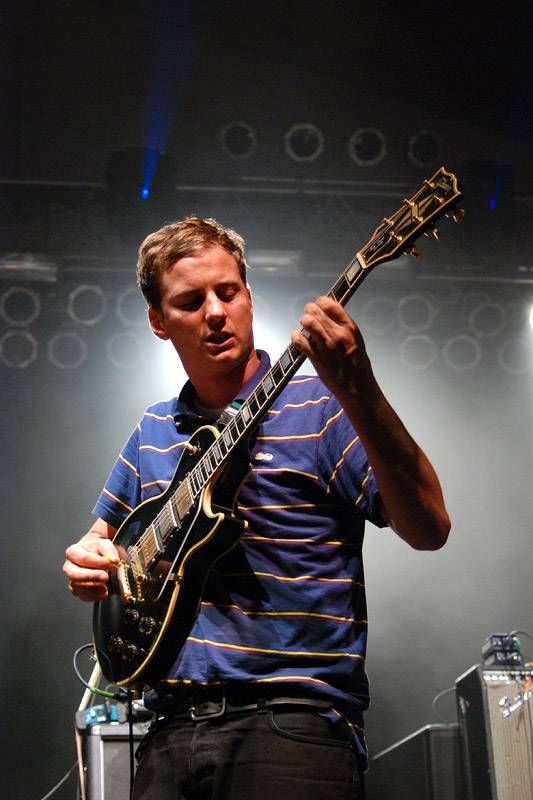
Dave Konopka

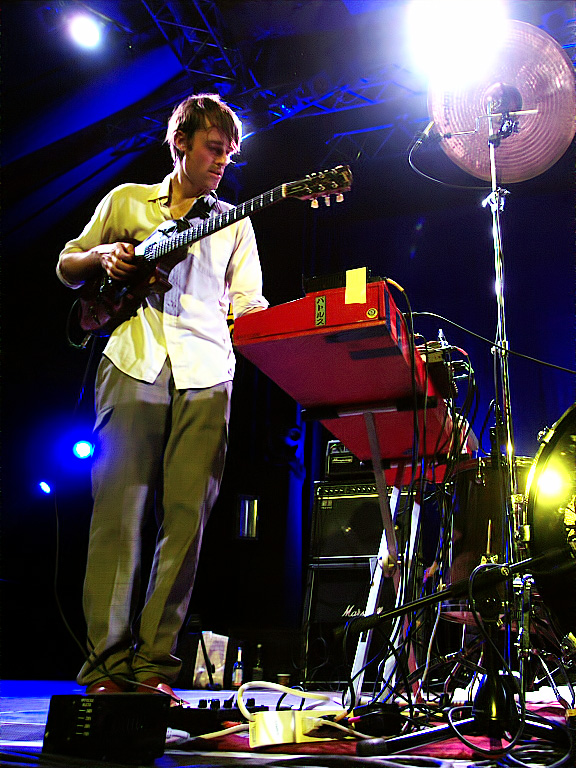
Ian Williams

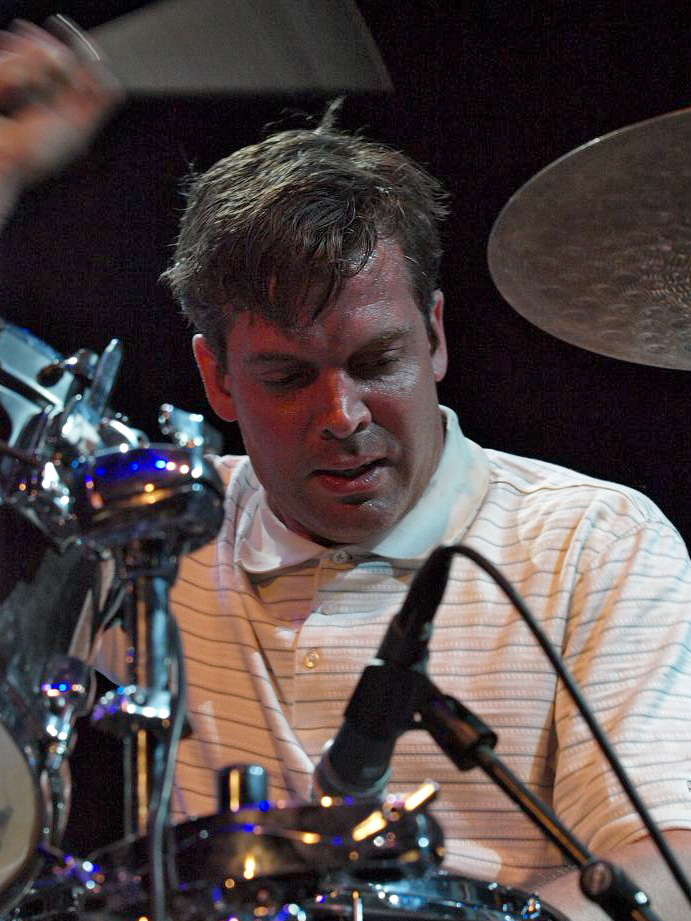
John Stanier

- Dave Konopka – bass, guitar, hiệu ứng
- Ian Williams – guitar, keyboard
- John Stanier – trống

### Cựu thành viên
- Tyondai Braxton – guitar, keyboard, hát (2002–2010)

## Đĩa nhạc

### Album phòng thu
| Năm  | Chi tiết                                                              | Vị trí cao nhất trên bảng xếp hạng | Vị trí cao nhất trên bảng xếp hạng | Vị trí cao nhất trên bảng xếp hạng | Vị trí cao nhất trên bảng xếp hạng | Vị trí cao nhất trên bảng xếp hạng |
| Năm  | Chi tiết                                                              | BE                                 | UK                                 | US                                 | US Heat.                           | US Indie.                          |
| ---- | --------------------------------------------------------------------- | ---------------------------------- | ---------------------------------- | ---------------------------------- | ---------------------------------- | ---------------------------------- |
| 2007 | Mirrored - Phát hành: 27 tháng 5 năm 2007 - Hãng đĩa: Warp Records    | 67                                 | 70                                 | —                                  | 7                                  | 26                                 |
| 2011 | Gloss Drop - Phát hành: 6 tháng 6 năm 2011 - Hãng đĩa: Warp Records   | 73                                 | 48                                 | 98                                 | —                                  | 19                                 |
| 2015 | La Di Da Di - Phát hành: 18 tháng 9 năm 2015 - Hãng đĩa: Warp Records | 93                                 | 57                                 | —                                  | —                                  | 33                                 |

### EP
- EP C (Monitor Records; 8 tháng 6 năm 2004)
- B EP (Dim Mak Records; September 2004)
- EPC (Japan only special mix edition; Dotlinecircle; tháng 10 năm 2004)
- Lives (Beat Records; ngày 27 tháng 9 năm 2007)
- Tonto+ (Warp Records; ngày 22 tháng 10 năm 2007 world, 6 tháng 11 năm 2007 USA)
- Dross Glop 1 (phần một của loạt remix Dross Glop; Warp Records; 6/7 tháng 2 năm 2012)
- Dross Glop 2 (phần hai của loạt remix Dross Glop; Warp Records; 20/21 tháng 2 năm 2012)
- Dross Glop 3 (phần ba của loạt remix Dross Glop; Warp Records; 19/20 tháng 3 năm 2012)
- Dross Glop 4 (phần bốn và cuối cùng của loạt remix Dross Glop; Warp Records; Record Store Day, 21 tháng 4 năm 2012)

### Album tổng hợp
- EP C/B EP (Warp Records, 21 tháng 2 năm 2006)
- Warp20 (Chosen) (28 tháng 9 năm 2009)
- Dross Glop (CD tập hợp cả bốn phần của loạt remix; 16/17 tháng 4 năm 2012)[13]

### Đĩa đơn
- "Tras" (15 tháng 6 năm 2004, 12")
- "Atlas" (tháng 4 năm 2007, 12")
- "Tonto" (tháng 10 năm 2007)
- "The Line" (tháng 8 năm 2010, digital download)
- "Ice Cream" (tháng 3 năm 2011, 12")
- "My Machines" (tháng 8 năm 2011, 12")
- "The Yabba" (tháng 8 năm 2015, download)
- "FF Bada" (tháng 9 năm 2015, download)